# Вайнах (футбольний клуб)
«Вайнах»  — російський футбольний клуб з міста Шалі. Заснований у 1974 році. На рівні команд майстрів виступав у 1991-1992 роках (у Другій нижчій лізі СРСР та Другій лізі Росії). З 2006 року виступає у чемпіонаті Чеченської Республіки (Четвертий дивізіон Росії).

## Хронологія назв
- 1972—1991 — «Вайнах» (Шалі)
- 1992—1993 — «Машинобудівник»[2] (Грозний)
- з 1994 — «Вайнах» (Шалі)

## Історія
Футбольний клуб «Вайнах» створений у листопаді 1972 року, спонсором команди було підприємство «Аргунводпром». Засновником футбольної команди «Вайнах» секретар партійної організації АКСМіС, який згодом перейменовано на «Аргунводпром» Шемільов Султан Моволодінович, Алханов Хайдар та Лепієв Алу були вихованцями Шемільова Султана Моволодиновича. За створення та присвоєння назви ФК «Вайнах» Секретар партійної організації Шемільов С.М. рішенням бюро Шалінського РК КПРС звільнений з посади секретаря партійної організації «Аргунводпром», звинувативши його у розпалюванні національної ворожнечі. Однак Шеміл'в С.М написав до «Літературної газети» у 1973 році, після чого до ЧІАССР приїхали кореспонденти з «Літературної газети», вивчивши матеріали присвоєння назви ФК «Вайнах». Кореспонденти «Літературної Газети» випустили статтю, яка виправдовували дії С.М Шемілєва. Слово «Вайнах» було направлено до «національного» факультету ЧДУ, де було зроблено переклад слова як «Наші Люди». Після певних процедур С.М. Шемілєв було відновлено на посаді партійного секретаря «Аргунводпром». Все своє свідоме життя, всі сили та засоби у свій основний час С.М. Шемілєв віддавав ФК «Вайнах». Якось на той момент міністр зі спорту ЧІРСР А. Алханов на день створення ФК «Вайнах» виступив про те, що засновником команди був секретар «Аргунводпром» С.М. Шемілєв і зробив великий внесок у розвиток ФК «Вайнах», за що були вдячні А. Лепієв, І. Дакаєв та інші ветерани ФК «Вайнах». Головним тренером був Борис Каюшніков, майстер спорту СРСР, ветеран команди «Терек», який працював у різні роки тренером «Динамо» (Махачкала) та «Терек» (Грозний). Виступаючи в чемпіонаті Чечено-Інгуської АРСР, клуб ставав семиразовим чемпіоном республіки (1974, 1975, 1980, 1981, 1984, 1985, 1989) і триразовим володарем Кубку республіки (1982, 1983, 1987). У головній республіканській команді «Терек» у різний час грали вихованці «Вайнаха». Головними тренерами працювали відомі в республіці та за її межами фахівці Хайдар Алханов та Борис Каюшников. Шалинці брали участь у розіграші Кубку Росії серед команд виробничих колективів. За клопотанням Федерації футболу республіки Федерацією футболу СРСР у 1991 році команді «Вайнах» було надано право вперше виступати у чемпіонаті країни у другій лізі у четвертій зоні. З 2006 року грає у чемпіонаті Чеченської Республіки з футболу.
У 2017 та 2019 роках клуб брав участь у першості Третього дивізіону (ЛФК). У 2019 році також взяв участь у розіграші Кубку Росії сезону 2019/20 років: 20 липня у домашньому матчі 1/256 фіналу програв владікавказької «Аланії» — 1:3.
1 червня 2020 року з'явилася інформація, що «Вайнах» може взяти участь у Першості ПФЛ сезону 2020/21, а також увійти до структури грозненського «Ахмата».

## Досягнення
СРСР
- Чемпіонат Чечено-Інгушської РСР
  -  Чемпіон (7): 1974, 1975, 1980, 1981, 1984, 1985, 1989

- Кубок Чечено-Інгушської РСР
  -  Володар (3): 1982, 1984, 1987

Росія
- Третій дивізіон, ПФО
  -  Срібний призер (2): 2017, 2019

- Чемпіонат Чеченської області
  -  Чемпіон (5): 2010[6], 2011, 2013, 2015, 2019[7]
  -  Срібний призер (5): 2009, 2012, 2014, 2016, 2017[8]
  -  Бронзовий призер (2): 2008, 2018[9]

- Кубок Чеченської області
  -  Володар (4): 2006, 2013, 2014, 2016

- Суперкубок Чеченської області
  -  Володар (4): 2011, 2013, 2015, 2017[10]

- Ліга чемпіонів ПФО
  -  Володар (1): 2019

## Статистика виступів на рівні команд-майстрів
| Сезон                  | Сезон                         | Результат    | Іг | В  | Н | П  | М'ячі  | Примітки                     |
| ---------------------- | ----------------------------- | ------------ | -- | -- | - | -- | ------ | ---------------------------- |
| Першість СРСР та Росії |                               |              |    |    |   |    |        |                              |
| 1991                   | Друга нижча ліга СРСР, зона 4 | 17 з 22      | 42 | 13 | 6 | 23 | 46-80  |                              |
| 1992                   | Друга ліга Росії, зона 1      | 20 з 20      | 38 | 6  | 3 | 29 | 33-109 |                              |
| Кубок Росії            |                               |              |    |    |   |    |        |                              |
| Кубок Росії 1992/93    | Кубок Росії 1992/93           | 1/256 фіналу | 1  | 0  | 0 | 1  | 0-5    | суперник — «Анжи» (у гостях) |
| Кубок Росії 2019/20    | Кубок Росії 2019/20           | 1/256 фіналу | 1  | 0  | 0 | 1  | 1-3    | суперник — «Аланія» (вдома)  |

## Спонсори й екіперування
- — АНО «Vainah»
- — Adidas

## Відомі гравці
- Іса Байтієв[11]
- Тимур Джабраїлов[11]
- Адам Ісмаїлов[12]
- Заур Садаєв[13]
- Дені Гайсумов[14]
- Різван Садаєв[15]

## Головні тренери
За даними footballfacts.ru.
- Борис Каюшников — 1973—1975
- Хайдар Алханов — березень 1990 — грудень 1991 (?)
- Борис Каюшников — 1991
- Сергій Миколайович Гриднєв — 1992
- Муслім Мурдалович Далієв — 2009—2011
- Султан Хамідович Тазабаєв — 2019 — червень 2021